# Regulon
Regulon – zestaw operonów lub genów regulowanych przez wspólny czynnik transkrypcyjny. Termin powstał w roku 1964. Wyróżniane są dwie klasy regulonów: lokalne, obejmujące tylko kilka operonów oraz globalne, obejmujące bardzo liczną grupę operonów. U Escherichia coli K12 zostało całkowicie lub częściowo zlokalizowanych 173 regulony. Regulony umożliwiają wspólną kontrole transkrypcji enzymów i innych białek zaangażowanych w syntezę określonych metabolitów. Umożliwia to skoordynowaną reakcję komórki na niezmiatające się czynniki środowiskowe. Wyższą formą organizacji odpowiedzi komórki na poziomie transkrypcji genów jest moduł.